# Sybra nicobarica
Sybra nicobarica là một loài bọ cánh cứng trong họ Cerambycidae.